# Arrecifes de coral africanos
Los arrecifes de coral africanos son arrecifes de coral que se encuentran principalmente a lo largo de las costas sur y este de África. Los corales de la costa este se extienden desde el Mar Rojo a Madagascar en el sur, y son un recurso importante para los pescadores de Kenia, Tanzania y Madagascar.
Como otros arrecifes de coral, los arrecifes de coral africanos son biológicamente más diversos que el océano circundante, y mantiene especies como los camarones mantis, mero patata, pez napoleón y almejas gigantes, así como también muchas algas y corales.
En la costa este, las temperaturas oscilan los 26 °C durante el año. Las lluvias promedio aumentan entre enero y abril, cerca de 30 cm, las cuales se disminuyen para los meses de agosto a noviembre, cerca de 10 cm.
Existen múltiples amenazas para los arrecifes, como los turistas que practican buceo, que dañan los corales o se llevan muestras. Luego están las escorrentías y los contaminantes industriales, las aguas residuales sin tratar y el creciente flujo de sedimentos de los ríos que amenazan a todos los ecosistemas costeros. Debido al calentamiento global, la temperatura de la superficie del mar aumenta y en 1997/98 el particularmente severo “El Niño”, mató el 90 por ciento de los corales del arrecife. La ONG CORDIO (Degradación de Arrecife de Coral en el Océano Índico) ha puesto en marcha un grupo de trabajo del África Oriental para supervisar la gestión de los arrecifes.
- Datos: Q4689988
- Multimedia: Coral reefs in Africa / Q4689988